# Kangiryuarmiut
Les Kangiryuarmiut (ou Kanhiryuarmiut, Kanhiryiirmiut), sont un groupe inuvialuit des Inuits du cuivre.

## Histoire
Les Kangiryuarmiut sont originaires de l'île Victoria dans les régions du détroit du Prince Albert, du cap Baring et du centre de l'île Victoria. Ils voyageaient souvent de façon saisonnière autour de leur territoire traditionnel, y compris jusqu'à l'île Banks et au sud vers Nelson Head et la Mercy Bay où ils ont collecté les matières premières de l'épave du HMS Investigator. Les archéologues ont également découvert de nombreux sites laissés par les Kangiryuarmiut et leurs ancêtres dans l'actuel parc national Aulavik.
De nos jours, de nombreux Kangiryurmiut vivent encore sur l'île Victoria, dans le village d'Ulukhaktok, en Région désignée des Inuvialuit.

## Description
Les Kangiryuarmiut parlent le Kangiryuarmiutun, souvent considéré comme un sous-dialecte de l'inuvialuktun, bien qu'il soit plus étroitement lié à l'inuinnaqtun. Les noms inuvialuktuns des groupes renvoient souvent à des caractéristiques géographiques sur le territoire traditionnel d'un groupe. Kangiryuarmiut se traduit par « les gens de la grande baie », en référence au détroit du Prince Albert.
Les Kangiryuarmiut ont longtemps vécu de l'ours. Ils étaient les seuls Inuits du Cuivre à avoir construit des igloos sur terre,,.
Les Kangiryuarmiut et les Kangiryuatjagmiut (en) de Minto Inlet (en) étaient les Inuits du Cuivre les plus au nord. Ils ont migré de façon saisonnière dans l'ouest de l'île Victoria, l'île Banks et le continent autour de Kugluktuk, au Nunavut. Avant le contact avec les Blancs et avant l'introduction des goélettes, ils migraient généralement à pied, développant ce que Nuttall appelait un « paysage de mémoire incarné », ce qui signifie que les gens connaissaient les noms de lieux le long de la route. Selon Helen Balanoff du NWT Literacy Council et Cynthia Chambers de l'Université de Lethbridge, ces connaissances font partie intégrante de l'identité sociale et de l'alphabétisation en inuinnaqtun.